# Liga Nacional de Honduras 2023-2024
La Liga Nacional 2023-2024, nota anche come Liga Betcris 2023-2024 per ragioni di sponsorizzazione, è stata la 58ª edizione della massima serie del campionato di calcio honduregno. Il campionato è iniziato il 29 luglio 2023 e si è concluso il 25 maggio 2024.
La stagione è stata divisa in due tornei separati, l'Apertura 2023 e il Clausura 2024, con lo stesso formato e le stesse squadre partecipanti, che hanno decretato due campioni nazionali. Entrambi i titoli sono stati vinti dall'Olimpia.

## Stagione

### Novità
Dalla scorsa edizione del campionato è retrocesso l'Honduras Progreso, ultimo nella classifica aggregata, mentre dalla Liga de Ascenso è stato promosso il Deportivo Génesis, primo classificato.

### Formula
Per ogni periodo (Apertura e Clausura), le 10 squadre partecipanti giocano un girone di sola andata, per un totale di 9 giornate. Al termine della stagione regolare, le prime sei classificate si qualificano per gli spareggi, con le prime due che accedono direttamente alla semifinale e le squadre classificate dalla terza alla sesta posizione che giocano un primo turno ad eliminazione diretta per gli altri due posti in semifinale.
Le vincenti dei due periodi, insieme con la squadra non campione con il miglior punteggio totale, si qualificano per la CONCACAF Central American Cup 2024. L'ultima classificata della classifica aggregata viene invece retrocessa in Liga de Ascenso.

## Squadre partecipanti
| Club              | Città          | Stagione precedente                                  |
| ----------------- | -------------- | ---------------------------------------------------- |
| Olimpia           | Tegucigalpa    | Campione di Apertura e di Clausura                   |
| Motagua           | Tegucigalpa    | Finalista di Apertura, 1º turno di Clausura          |
| Real España       | San Pedro Sula | 1º turno di Apertura, semifinalista di Clausura      |
| Marathón          | San Pedro Sula | Semifinalista di Apertura, semifinalista di Clausura |
| Vida              | La Ceiba       | 7° nell'Apertura, 7° nel Clausura                    |
| Deportivo Génesis | Comayagua      | 1° in Liga de Ascenso                                |
| Lobos UPNFM       | Tegucigalpa    | 8° nell'Apertura, 1º turno di Clausura               |
| Real Sociedad     | Tocoa          | 10° nell'Apertura, 8° nel Clausura                   |
| Victoria          | La Ceiba       | Semifinalista di Apertura, 10° nel Clausura          |
| Olancho           | Juticalpa      | 1º turno di Apertura, finalista di Clausura          |

## Apertura

### Stagione regolare
|  | Pos. | Squadra           | Pt | G  | V  | N | P  | GF | GS | DR  |
|  | ---- | ----------------- | -- | -- | -- | - | -- | -- | -- | --- |
|  | 1.   | Olimpia           | 48 | 18 | 15 | 3 | 0  | 48 | 14 | +34 |
|  | 2.   | Marathón          | 32 | 18 | 10 | 2 | 6  | 23 | 21 | +2  |
|  | 3.   | Motagua           | 29 | 18 | 8  | 5 | 5  | 32 | 22 | +10 |
|  | 4.   | Deportivo Génesis | 23 | 18 | 6  | 5 | 7  | 23 | 24 | -1  |
|  | 5.   | Real Sociedad     | 22 | 18 | 5  | 7 | 6  | 17 | 19 | -2  |
|  | 6.   | Olancho           | 21 | 18 | 5  | 6 | 7  | 16 | 19 | -3  |
|  | 7.   | Real España       | 21 | 18 | 6  | 3 | 9  | 26 | 32 | -6  |
|  | 8.   | Vida              | 20 | 18 | 5  | 5 | 8  | 26 | 35 | -9  |
|  | 9.   | Victoria          | 17 | 18 | 4  | 5 | 9  | 23 | 30 | -7  |
|  | 10.  | Lobos UPNFM       | 15 | 18 | 4  | 3 | 11 | 20 | 38 | -18 |

Legenda:
      Qualificata ai play-off.

### Play-off

#### Primo turno
| Squadra 1     | Totale | Squadra 2         | Andata | Ritorno |
| ------------- | ------ | ----------------- | ------ | ------- |
| Olancho       | 3 - 3  | Motagua           | 2 - 2  | 1 - 1   |
| Real Sociedad | 2 - 3  | Deportivo Génesis | 0 - 0  | 2 - 3   |

#### Semifinali
| Squadra 1         | Totale | Squadra 2 | Andata | Ritorno |
| ----------------- | ------ | --------- | ------ | ------- |
| Motagua           | 4 - 3  | Marathón  | 2 - 1  | 2 - 2   |
| Deportivo Génesis | 0 - 3  | Olimpia   | 0 - 1  | 0 - 2   |

#### Finale
| Squadra 1 | Totale | Squadra 2 | Andata | Ritorno |
| --------- | ------ | --------- | ------ | ------- |
| Olimpia   | 2 - 1  | Motagua   | 0 - 0  | 2 - 1   |

## Clausura
|  | Pos. | Squadra           | Pt | G  | V  | N | P  | GF | GS | DR  |
|  | ---- | ----------------- | -- | -- | -- | - | -- | -- | -- | --- |
|  | 1.   | Marathón          | 35 | 18 | 11 | 2 | 5  | 33 | 18 | +15 |
|  | 2.   | Motagua           | 34 | 18 | 9  | 7 | 2  | 30 | 15 | +15 |
|  | 3.   | Olimpia           | 33 | 18 | 9  | 6 | 3  | 33 | 14 | +19 |
|  | 4.   | Olancho           | 29 | 18 | 7  | 8 | 3  | 18 | 11 | +7  |
|  | 5.   | Deportivo Génesis | 27 | 18 | 7  | 6 | 5  | 12 | 15 | -3  |
|  | 6.   | Real España       | 24 | 18 | 6  | 6 | 6  | 24 | 22 | +2  |
|  | 7.   | Real Sociedad     | 21 | 18 | 7  | 0 | 11 | 23 | 32 | -9  |
|  | 8.   | Victoria          | 20 | 18 | 5  | 5 | 8  | 16 | 24 | -8  |
|  | 9.   | Lobos UPNFM       | 15 | 18 | 4  | 3 | 11 | 11 | 24 | -13 |
|  | 10.  | Vida              | 10 | 18 | 3  | 1 | 14 | 16 | 41 | -25 |

Legenda:
      Qualificata ai play-off.

### Play-off

#### Primo turno
| Squadra 1         | Totale | Squadra 2 | Andata | Ritorno |
| ----------------- | ------ | --------- | ------ | ------- |
| Real España       | 2 - 3  | Olimpia   | 1 - 0  | 1 - 3   |
| Deportivo Génesis | 1 - 0  | Olancho   | 1 - 0  | 0 - 0   |

#### Semifinali
| Squadra 1         | Totale | Squadra 2 | Andata | Ritorno |
| ----------------- | ------ | --------- | ------ | ------- |
| Deportivo Génesis | 0 - 3  | Marathón  | 0 - 2  | 0 - 1   |
| Olimpia           | 7 - 6  | Motagua   | 3 - 3  | 4 - 3   |

#### Finale
| Squadra 1 | Totale | Squadra 2 | Andata | Ritorno |
| --------- | ------ | --------- | ------ | ------- |
| Marathón  | 3 - 5  | Olimpia   | 3 - 1  | 2 - 2   |